# Громов Василь Петрович
Василь Петрович Громов (24 квітня 1920, Заволч'є — 09 липня 2017, Вовчанськ) — поет, засновник та художный керівник народного ансамблю танцю «Радість», заслужений працівник культури України.

## Життєпис
Василь Громов народився 24 квітня 1920 року в Росії в селі Заволч'є (наразі частина села Копилок), Псковської області.
Учасник Великої Вітчизняної війни з самого її початку. Входив до складу обслуги міномету, пізніше кулемету. Брав участь у Сталінградській битві, південніше міста відбивав атаку танкового корпусу генерала Манштейна. У складі Степового фронту брав участь у битві під Прохорівкою, звільненні Харкова та Полтави.Під час боїв на заході України важко захворів і довго лікувався у Полтавському госпіталі. На початку 1944 року був комісований, йому була присвоєна інвалідність другої групи.
У березні 1953 року приїхав до Вовчанська де організував танцювальний колектив «Радість», в якому спочатку нараховувалося 12 людей. Учасники ставили за мету якомога яскравіше розкрити особливості народного танцю. У 1956 році колектив отримав Почесну грамоту під час Республіканського огляду сільської художньої самодіяльності. Наступного року кіностудія ім. О.Довженка запросила провідних артистів ансамблю разом з Громовим взяти участь у зйомках фільму «Пісні над Дніпром». Пізніше ансамбль отримав звання «Самодіяльний народний ансамбль танцю» та став лауреатом багатьох фестивалів самодіяльного мистецтва України та оглядів-конкурсів. Василь Громов був беззмінним керівником протягом 50 років. Василь Петрович — виховав майже 700 танцюристів, серед них Геннадій Сорокивий, Наталя Гула, Олексій Хомутов який став наступником на посаді керівника народного ансамблю танцю «Радість».
Крім хореографічної діяльності, також писав вірші. Друком вийшли три збірки: «Моя жизнь» (2006), «Танец – мой труд, стихи – увлечение» (2008), «Мои стихи» (2010).
Василю Громову була встановлена меморіальна дошка у центрі міста 7 листопада 2020 року.

## Нагороди
- Орден вітчизняної війни 2-го ступеня (6.04.1985)[4]
- Медаль «В ознаменування 100-річчя з дня народження Володимира Ілліча Леніна» (1970)
- Почесна грамота Міністерства культури України (2003)
- Заслужений працівник культури України (1973)
- Заслужений працівнику культури РРФСР (1973)
- Почесний знак Міністерства культури СРСР (1967)
- Почесний громадянин міста Вовчанська (1998)
- Заслужений артист естрадного мистецтва України (відзнака Асоціації діячів естрадного мистецтва України)[1]